# Zlatý Chlum
Der Zlatý Chlum (deutsch Goldkoppe) ist ein Berg mit 875 m Höhe im Altvatergebirge in Tschechien. Er erhebt sich nordöstlich der Stadt Jeseník über dem Tal der Bělá. Weitere angrenzende Orte sind Česká Ves und Chebzí.
Auf dem Gipfel befindet sich die Freiwaldauer Warte (Frývaldovská stráž), ein runder Aussichtsturm von 26 m Höhe.

## Geschichte

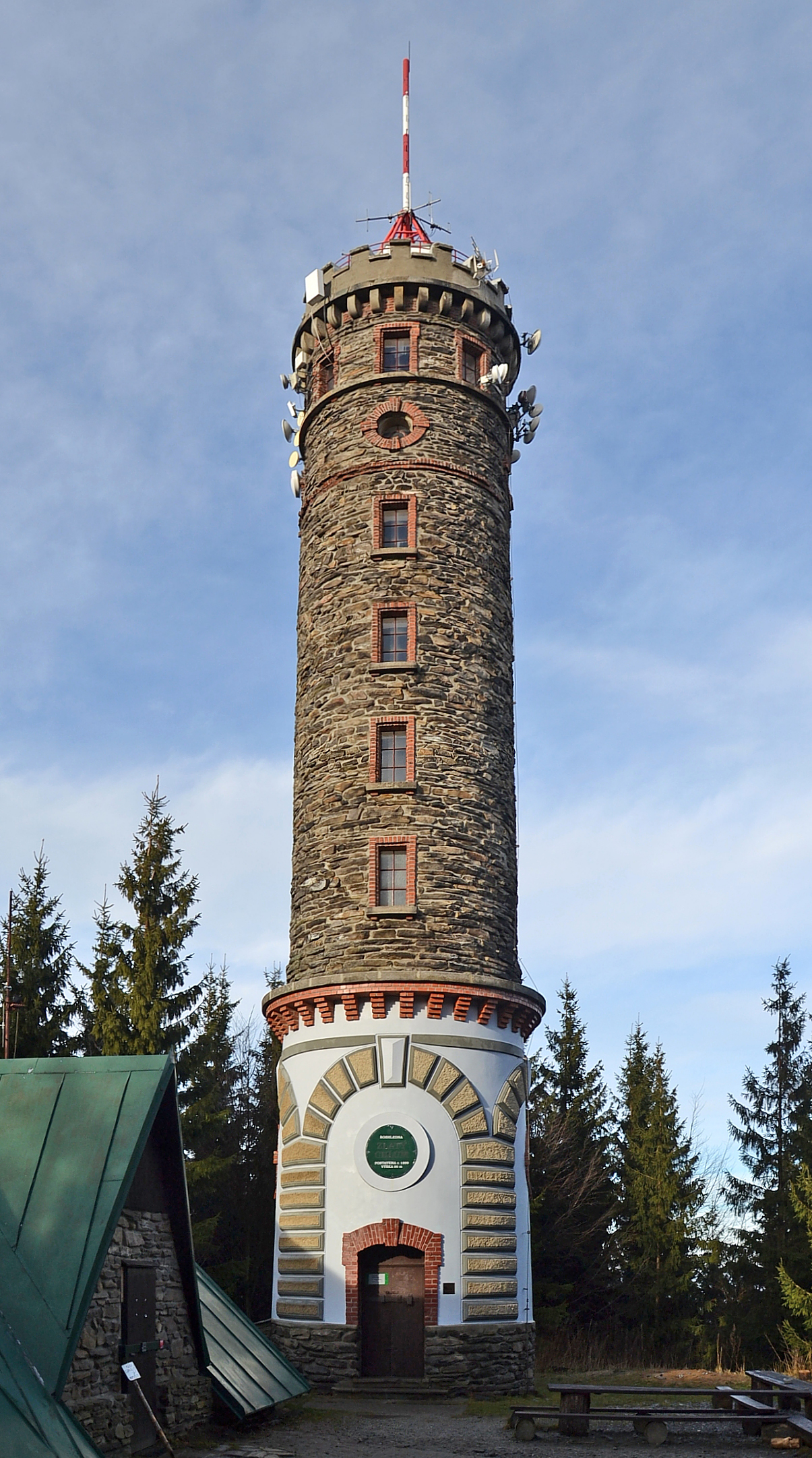
Aussichtsturm

Der Name Goldkoppe geht auf die Gold- und Silberförderung des Kaufmanngeschlechts der Fugger im 15. und 16. Jahrhundert zurück. Bis ins 19. Jahrhundert gab es erfolglose Versuche die Goldförderung wieder in Gang zu bringen.
Mit der Gründung des Mährisch-Schlesischen Sudetengebirgsverein (MSSGV) am 26. April 1881 begann die touristische Erschließung des umliegenden Gebirges zunächst mit Aktivitäten zum Wegebau und dem Verfassen von touristischer Literatur nebst der Herausgabe einer Zeitschrift. Später begann der Bau erster Berghütten und im Anschluss daran von Aussichtstürmen. Der Verein hatte in einem Jahr bereits 950 Mitglieder in 10 Ortsektionen. Eine der aktivsten war die Freiwaldauer Sektion, die auf der Goldkoppe einen Bau eines Aussichtsturm projektierten. Das Bauprojekt wurde von Eduard Zelenka, dem Direktor der Steinfachschule Saubsdorf, entwickelt. Die Baumeister Alois Nitsche und Franz Gröger wurden mit der Bausumme von 8501 Gulden beauftragt und sie begannen am 8. August 1898 mit dem Bauwerk.
Das Baumaterial, die Natursteine und der Sand wurde an Ort und Stelle gewonnen, wobei teilweise Sand aus Sandhübel herantransportiert wurde. Bei der Auswahl der Ziegel wurde auf Qualität geachtet und von der Ziegelei in Tschauschwitz (heute Suszkowice in Polen) gekauft. Nach 13-monatiger Bautätigkeit, am 3. September 1899, wurde der Aussichtsturm durch den Mitbegründer des MSSGV und Schuldirektor, Adolf Kettner, in Betrieb genommen. Dieser Aussichtsturm ist, neben dem auf der Bischofskoppe mit 18 m, der zweite Turm, der in den Sudeten noch im Betrieb ist. Die Aussichtstürme auf dem Glatzer Schneeberg mit 33,5 m Höhe, und auf dem Altvater mit 32,5 m Höhe sind nicht mehr in Betrieb.

## Aussicht
Vom Aussichtsturm des Zlatý Chlum bietet sich ein Blick auf Jeseník und Umgebung. Im Osten kann die Bischofskoppe (888 m) mit ihrem Aussichtsturm gesehen werden, der an der tschechisch-polnischen Grenze steht. Nach Osten zieht sich der Querberg (Příčný vrch; 975 m) und das Bärenhügelland (Medvědská hornatina) mit dem Urlich (Orlík; 1204 m) bis zum Altvater (Praděd; 1492 m) hin. Im Süden ist der Klein Vater (Malý Děd; 1355 m) zu sehen und hinter den Seebergen (Jezerniky) und dem Roten-Berg-Pass befinden sich der Rote Berg (Červená hora; 1333 m), Glaseberg (Keprník; 1423 m) und Hochschar (Šerák; 1351 m).
Die Grulicher Schneeberge (Králický Sněžník; 1423 m) schließen sich an und im Westen ist das Reichensteiner Gebirge (Rychlebskě hory) mit dem Fichtlich (Smrk; 1125 m) zu sehen. In Richtung Gemärke (Na Pomezí; 576 m) und Gräfenberg (Lázně Jeseník) tauchen der Brunnenberg (Studniční vrch; 992 m), der Falkenberg (Sokolí vrch; 967 m) und der Křemenáč (735 m)auf. Im Norden sind das Biele-Tal und die Sandgruben von Písečná (Sandhübel), der Ort Saubsdorf und die Ebenen Polens zu sehen.